# Super Mario 64
Super Mario 64 (jap.: スーパーマリオ64, Hepburn: Sūpā Mario 64) ist ein Videospiel von Nintendo. Es entstand unter der Leitung von Shigeru Miyamoto und wurde erstmals 1996 neben Pilotwings 64 als Launchtitel für Nintendo 64 (N64) in Japan veröffentlicht.
Erstmals als spielbare Version der Öffentlichkeit vorgestellt wurde Super Mario 64, für die damals noch als Ultra 64 geplante neue Konsole, auf der Nintendo Space World 1995 in Japan. Maßgeblich für die Entwicklung zeigte sich Shigeru Miyamoto verantwortlich, der sowohl als Direktor, als auch als Produzent in Erscheinung trat. Im Kern zog sich die Entwicklung des Spieles über zwei Jahre hin, obwohl Miyamoto bereits seit StarWing (Starfox, 1993), das den Super-FX-Chip nutzt, Konzepte für ein dreidimensionales Super-Mario-Spiel ausarbeitete. Außerdem vernahm ein breiteres Publikum erstmals Marios Stimme, wobei ihm Charles Martinet seine Stimme lieh. Für die Musik des Spieles zeigte sich erneut der Nintendo-Hauskomponist Kōji Kondō verantwortlich. Super Mario 64 ist mit rund 11,9 Millionen verkauften Einheiten das erfolgreichste Nintendo-64-Spiel.
Das Spiel gilt heute als Meilenstein, da es Spieler und Presse nicht nur in Design und Spielbarkeit überzeugen konnte, sondern vor allem das Genre des dreidimensionalen Jump ’n’ Run begründete und die Entwicklung späterer Videospiele stark beeinflusste und nachhaltig prägte.

## Handlung
Mario wurde von Prinzessin Peach zu einem Kuchen eingeladen. Doch als er in ihrem Schloss ankommt, stellt er fest, dass sie von seinem Erzfeind Bowser entführt wurde. Um sie aus Bowsers Fängen zu retten, muss Mario verschiedene Welten bereisen, die er meist durch Gemälde im Schloss erreicht. Dort muss er Sterne und Schlüssel sammeln, die weitere Bereiche öffnen und ihm seinem Ziel, dem letzten Gefecht mit Bowser, näher bringen. Nach erfolgreicher Rettung bekommt Mario von Peach einen Kuss auf die Nase und den versprochenen Kuchen.

## Spielprinzip
Besonderes Lob erhielt Super Mario 64 für sein revolutionäres Spielprinzip. Das Spiel bietet eine völlig offene Spielwelt mit weitgehender Handlungsfreiheit, das Schloss ist dabei Zentrum und Ausgangspunkt. Das Spiel ist auf den Controller der damals neuen Konsole, dem N64, zugeschnitten. Mario besitzt hierbei eine Vielzahl an Sprüngen, Lauf- und Gangarten, sowie weitere Bewegungsabläufe und Aktionen. Die Kamera (d. h. Beobachtungsperspektive) ist zudem frei dreh- und zoombar.
Das Spiel bietet verschiedene Themenlevel, z. B. eine Wolkenwelt, ein Unterwasserlevel, eine Lava- oder Schneewelt, von ansteigender Größe und Schwierigkeit. Diese sind von zahlreichen Feinden und manchen Freunden bevölkert, in denen diverse Aufgaben erfüllt werden müssen. Die erfolgreiche Absolvierung der Aufgaben bringt Sterne, die wiederum für den weiteren Verlauf und zur Beendigung des Spieles vonnöten sind. Insgesamt bietet das Spiel 120 Sterne, wobei jedoch nur 70 nötig sind, um das Spiel erfolgreich zu beenden (beim Sammeln aller Sterne aktiviert man die Kanone auf dem Schlossgelände. Mit ihr kann man die Spielfigur auf das Schlossdach schießen lassen, wo Mario auf Yoshi trifft, der ihm bis zu 100 Leben verschafft. Die Federkappe auf dem Dach ermöglicht das Erkunden des Schlossgeländes im Fluge). Jedes der 15 Level, die man meist durch Sprünge in Gemälde erreicht, bietet sieben Sterne (einer davon für 100 Münzen sowie stets ein 8-rote-Münz-Stern), sodass 105 Sterne durch den regulären Spielfluss entdeckt werden können. Weitere 15 Aufgaben und versteckte Sterne findet man im Schloss.
Die Spielfigur hat acht Gesundheitsstufen, welche durch Schäden verringert werden, und durch das Aufsammeln von Münzen oder das Schwimmen auf einer Wasseroberfläche (eiskaltes Wasser in zugeschneiten Welten ausgenommen) neu aufgeladen werden (im Gegensatz zu nachfolgenden 3D-Abenteuern gab es hier noch keine separaten Anzeige für Schäden oder Unterwasser). Beispielsweise bei einer Kollision mit einem sogenannten Gumba (oder einem anderen Gegner) nimmt die Spielfigur einen Schaden von einer Gesundheitsstufe, beim Fallen nimmt die Spielfigur je nach Höhe einen Schaden von zwei oder vier, und bei Brandschäden (Feuer oder Lava) drei Gesundheitsstufen. Beim Verlust aller Gesundheitsstufen wird Mario aus der aktuellen Welt entfernt, landet vor dem zuvor betretenen Gemälde, und es wird ein Leben abgezogen. Beim Verlust des letzten Lebens wird das Spiel beendet und – nach dem Game-Over-Bildschirm – im Startmenü fortgesetzt.
Die Federkappe ermöglicht Gleiten durch die Luft, und der Spieler kann sich gegebenenfalls auf Koopa-Schildkrötenpanzern reiten und sich an einer aufsteigenden Eule festhalten.
Das Spiel bietet den typischen, einfachen Nintendo-Humor und weiterhin viele Referenzen an klassische Spielelemente der 2D-Reihe. Obwohl es ein auf Geschicklichkeitsherausforderungen basierendes Hüpfspiel ist, bietet Super Mario 64 zahlreiche weitere Spielerlebnisse, wie Rätsel, rennspielartige Einlagen, Such-Aufgaben usw., die das Genre revolutionierten.

## Spielmechanik
Super Mario 64 ist ein Videospiel, dessen Erfolg eng mit seiner Spielmechanik verbunden ist. Der Spieler steuert Mario, der verschiedene Levels erkundet, um Sterne zu sammeln, die den Zugang zu neuen Welten freischalten. Die Steuerung von Mario ist präzise und intuitiv. Der Spieler kann Marios Bewegungen vollständig kontrollieren, einschließlich des Laufens, Springens, Schwimmens und Kletterns. Power-ups verleihen ihm auch spezielle Fähigkeiten wie das Fliegen. Die Levels sind so gestaltet, dass sie dem Spieler eine Vielzahl von Herausforderungen bieten. Es gibt Plattformen, Feinde, Rätsel und Geheimnisse, die entdeckt werden können. Jeder Level hat seine eigene einzigartige Ästhetik, Thematik und Schwierigkeit, die dem Spieler ein abwechslungsreiches Erlebnis bieten. Die Bosse stellen eine weitere Herausforderung dar und erfordern Geschicklichkeit und Strategie. Es gibt auch versteckte Bosse, die dem Spieler zusätzliche Belohnungen bieten. Zusammenfassend ist die Spielmechanik von Super Mario 64 ein wichtiger Faktor für den Erfolg des Spiels. Die präzise Steuerung von Mario, die Vielfalt der Level, die Herausforderungen und die Bosse bieten dem Spieler ein unterhaltsames Spielerlebnis.

## Soundtrack
Der offizielle Soundtrack von Super Mario 64 wurde 1996 in Japan und Amerika sowie 1997 in Europa unter dem Namen It’s a me, Mario! veröffentlicht. Komponiert wurde er von Nintendo-Komponist Kōji Kondō. Der Soundtrack enthält 36 Lieder aus dem Spiel, u. a. It’s a me, Mario! von Charles Martinet. Die Laufzeit beträgt 51:14 Minuten. Im SNES-Spiel Donkey Kong Country 3: Dixie Kong’s Double Trouble! spielt Wrinkly Kong in ihrer Speicherhöhle des Öfteren auf einem Nintendo 64 ein Super-Mario-Spiel. Dabei ist eine leicht abgeänderte Version des Liedes Treppenhaus Terzett aus dem Super-Mario-64-Soundtrack zu hören.

## Nachfolger

### Remake für den Nintendo DS
2004 folgte zudem die Neufassung Super Mario 64 DS, als Launchtitel für den Nintendo DS. Dieses Spiel bietet größtenteils die gleichen Inhalte wie das Original, jedoch eine auf diese tragbare Konsole angepasste Steuerung, sauberere Grafik und einige kleinere Ergänzungen wie Minispiele. Die auffälligste Neuerung sind aber die neuen Charaktere. Neben Mario kann man das Spiel nun auch mit seinem Bruder Luigi, seinem bösen Vetter Wario und dem grünen Dino Yoshi bestreiten. Jeder der Charaktere hat seine Stärken und Schwächen. So bietet Luigi die größte Sprungkraft, Wario die Körperkraft und Yoshi frisst die Gegner mit seiner langen Zunge. Mario bleibt ein guter Alleskönner. Auch gibt es dreißig Sterne mehr zu sammeln als im Original. Allerdings benötigt man ebenfalls nicht jeden Stern des Spiels, um zu gewinnen.

### Weitere Versionen
Neben dem Nintendo-64-Original, das 1996 in Japan und Nordamerika und 1997 in Europa erschien, existieren einige Umsetzungen und Remakes von Super Mario 64. 1997 erschien, exklusiv in Japan, Shindou Super Mario 64. Diese Version des Spieles nutzt nun das Rumble Pak. Nur in den USA und Europa wurde das Spiel zudem 1998 als Teil der Player's-Choice-Reihe wiederveröffentlicht. 2003 erschien das Spiel für die iQue-Player-Konsole in China.
Ende 2006 wurde das Spiel auch als Download für die Virtual Console veröffentlicht, wobei die Grafik hierbei in einer höheren Auflösung erscheint und so sauberer wirkt. Außerdem bietet es im Gegensatz zum europäischen N64-Original nun eine 50-Hz-Anpassung.
Im September 2020 wurde Shindou Super Mario 64 für die Spielekollektion Super Mario 3D All-Stars für die Nintendo Switch veröffentlicht.
Zwar war ein direkter Nachfolger von Super Mario 64 für das 64DD geplant, doch aufgrund des mangelnden Erfolges dieser N64-Erweiterung kam es nie dazu, weshalb erst Super Mario Sunshine für den GameCube die Serie fortführt.

## Rezeption
Super Mario 64 wurde in die 2009 erschienenen Liste der Zeitschrift Edge von einhundert Spielen, die heute noch am meisten Spaß machen, auf Platz 2 aufgenommen.
Im Forum Resetera fand eine Umfrage der 101 essentiellsten Platformer statt, auf der Mario 64 den ersten Platz belegte.
Zum 25-jährigen Jubiläum von Super Mario 64 stellte Lego einen Fragezeichen-Bausatz vor, der aus 2064 Teilen besteht und optisch den aus der Serie bekannten Fragezeichenblöcken gleicht.
Im Juli 2021 wurde eine noch originalverpackte Super-Mario-64-Cartridge für 1,56 Millionen US-Dollar (umgerechnet etwa 1,31 Millionen Euro) versteigert. Dieser Preis übertrifft den bisherigen Verkaufsrekord eines einzelnen Spiels von 870.000 US-Dollar (etwa 734.000 Euro), der von einer The-Legend-of-Zelda-Kopie aufgestellt wurde. Somit ist diese Kopie des Spiels das teuerste Spiel aller Zeiten.

### Fan-Projekte
2015 erschien eine Fangame des Spiels auf Basis der Unity-Engine, das kurze Zeit später aufgrund von Urheberrechtsansprüchen seitens Nintendo entfernt wurde. Darin war nur der erste Kurs Bob-Ombs Bombenberg spielbar.
2019 wurde auf GitHub ein in C geschriebener Quelltext veröffentlicht, der ein Nachbau des originalen dekompilierten ROM-Images ist. Basierend auf diesem Quelltext entstanden zahlreiche Portierungen für verschiedene Systeme, wie Windows, Nintendo Switch und Android. Außerdem basieren darauf diverse Modifikationen. Unter anderem für Breitbildunterstützung, 4K-Auflösung, erhöhte Bildfrequenz, verbesserte Texturen, alternative 3D-Modelle und zusätzliche Einstellungen. Auch hier ist Nintendo bestrebt, ihr geistiges Eigentum zu schützen, weshalb regelmäßig Dateien und Videos entfernt werden müssen.

### Speedrun
Besonders populär wurden im Jahr 2021 Super-Mario-Speedruns. Darunter versteht man, das Spiel so schnell wie möglich durchzuspielen. Dabei werden Fehler im Spiel (sog. Glitches) ausgenutzt, wie die unbegrenzte Rückwärtsgeschwindigkeit, welche Mario durch schnelle Rücksprünge („backwards long jumping“) das Durchdringen von Wänden und das Überspringen des zunächst künstlich endlos erscheinenden Treppenganges an der Spitze des Schlosses ermöglicht.
Der Rekord des Sammelns aller 120 Sterne liegt bei 1:36:02 und wurde am 6. Juli 2024 vom US-amerikanischen Speedrunner Weegee aufgestellt. ikori_o aus Japan hält mit 46:28 seit dem Dezember 2023 den Weltrekord in der 70-Sterne-Kategorie. Den Weltrekord für das Beenden des Spiels mit 0 Sternen hält der kanadische Spieler Suigi, der am 25. Oktober 2023 eine Zeit von 6:16 erzielte.